# Andrea Tonoli
Andrea Tonoli (Gandellino, 6 febbraio 1991) è un compositore, pianista, polistrumentista e scrittore italiano.

## Biografia
Nato a Gandellino, in provincia di Bergamo, inizia la sua carriera nel mondo della musica all'età di 14 anni, la quale andrà tuttavia a svilupparsi concretamente anni dopo.
Rifiutandosi fin da subito di prendere lezioni private come suggeritogli dal padre e dai conoscenti, porta avanti la sua idea di "apprendimento istintivo" dei canoni musicali che più lo aggradano, seguendo un percorso da autodidatta.

## Carriera
Artisti orientali come Ryūichi Sakamoto, Yiruma e Nobuo Uematsu influenzano il suo stile, mentre il successivo interesse suscitato nei confronti di Yann Tiersen e Ludovico Einaudi completeranno la sua formazione nel mondo pop/contemporaneo del pianoforte. Nel 2011 completa la composizione di alcuni brani che andranno poi a comporre il suo primo album ufficiale, Human, chiaramente ispirato allo stile di Einaudi.
Ad inizio 2013, dopo aver collaborato con il documentario Che cos'è la musica indie di Noise Channel, con Fabrizio Coppola e altri, e aver prodotto un video di un suo arrangiamento virtuoso di Numb dei Linkin Park, pubblica il suo secondo album, Human B-Side.
Nel novembre 2013 apre un'etichetta discografica indipendente. Il 5 dicembre 2013 viene presentato il suo terzo album in studio, Met by the Moonlight, contenente tracce pianoforte/violino, che verrà pubblicato nel tardo 2014.
Ad aprile 2014 si reca a Londra per esibirsi ad Ont'Sofa, presso il Gibson HQ.
Il 19 dicembre 2014 viene pubblicato Aurora, primo videoclip ufficiale dell'artista, realizzato per il brano omonimo estratto come primo singolo da Met by the Moonlight e due giorni dopo viene pubblicato Met by the Moonlight, terzo tra gli album di inediti e quarto in totale.
Da gennaio 2015 inizia il Moonlight Tour, portando sui palchi d'Italia il lavoro svolto fino a quel punto. Il 21 gennaio 2015, a distanza di un mese dall'uscita del quarto album, viene pubblicata una raccolta di brani contenuti nei lavori precedenti, la Collections Vol. 1, dal titolo: Ace of Hearts.
A febbraio 2015 viene candidato per il premio internazionale Hollywood Music in Media Awards 2015 come miglior artista per la categoria New Age/Musica d'ambiente, con il brano Aurora.
Per tutto il mese di novembre 2015 si trova a Los Angeles per esibirsi nel suo primo tour internazionale e per presenziare agli "Hollywood Music in Media Awards".
Il 21 dicembre 2015 pubblica la riedizione del suo quarto album, Met by the Moonlight: Special Edition.

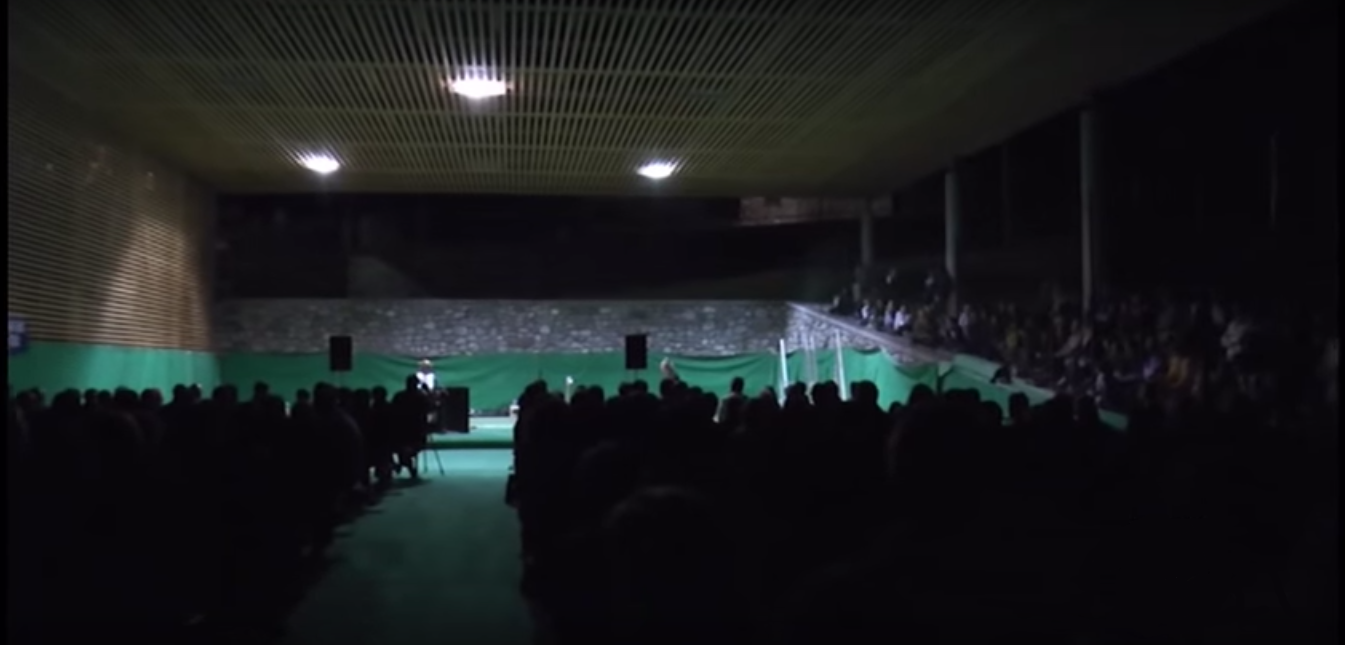
Andrea Tonoli in concerto (2015)

Nel 2015 è stato membro del gruppo italiano post-rock LED, composto da Max Tordini, ex cantante dei Miura, e Marco Mangone, ex chitarrista dei La Nuit.
Il 27 Maggio 2017 esce il suo quinto Album, dal titolo Anarchangel, seguito ancora una volta da Simon Balduzzi per quanto riguarda Mix e Mastering. L'album contiene anche un'edizione speciale del brano "Memories", registrato live da Paolo Giudici, già fonico di Ludovico Einaudi, con Thomas Poletti alla batteria.
Nel novembre 2017 ha firmato colonne sonore per National Geographic Society , VOGUE Taiwan e L.A. Models .
Nel 2018 il brano "South Cross Prayer" viene selezionato dalla Blink Academy LTD (Cina) per la loro app OneTake (per funzionalità simile ad Instagram), dando origine ad una enorme diffusione dello stesso in vlog e video di ogni genere. Questo contribuirà alla consegna di un premio, il 31 Dicembre 2020, per "Outstanding Achievement of Distribution in Media and Television" proprio sul territorio cinese.
Lo stesso brano viene scelto, poco tempo dopo, anche come colonna sonora di un video di Jay Shetty, noto autore inglese, filosofo e life coach, dal titolo "Time", divenuto virale a livello globale.
Il 4 Maggio 2018 ha pubblicato il suo primo libro: "Tra Ali e Cenere: Diario di un Giovane Sogno", un racconto semi-biografico che narra alcuni degli eventi salienti della vita dell'artista, venduto e distribuito da Amazon.com .
Il 15 Luglio 2018 pubblica "Fade", singolo che anticipa il nuovo album: "Anarchangel Vol. 2".
Sempre nel 2018 la sua "South Cross Prayer" è divenuta colonna sonora di un video virale di Jay Shetty sul tema del "tempo" rendendo la canzone virale in Asia, dove è stata utilizzata poi per molte pubblicità, serie tv e spot negli anni successivi, come in Cina con "The Oath of Love" "Production Special" (2021) e Zwilling J. A. Henckels adv (2020) o in Corea del Sud con Wonderwall Acting Masterclass (2021) con Ha Jung-woo e il terzo episodio della webserie Lee Min-ho X Lee Seung-gi (2020) .
Nel film-documentario "Ephèmère – La bellezza inevitabile" dedicato a Franco Maria Ricci, pubblicato nel 2017, sono presenti vari brani del compositore, tra cui le più conosciute "Memories", "South Cross Prayer" e "Limbo".
Durante il 2019-2020 pubblica singoli che andranno a comporre il suddetto album, tra cui "The Swan", "Cartagena", "Blossom".
A Maggio 2020, durante la pandemia da Covid19, si esibisce in un concerto in streaming per la sua terra, la Val Seriana, più precisamente presso Alzano Lombardo, luogo simbolo della prima ondata. Il concerto, dal titolo "Echo", verrà visto in un solo giorno da più di 10.000 persone.
Da Settembre 2022 è membro del Consiglio di Sorveglianza della Società Italiana degli Autori ed Editori, nella quale ricopre anche il ruolo di membro della Commissione Musica.
A Gennaio 2023 pubblica "Anarchangel Vol.2".

## Discografia
- 2012 Human
- 2013 Human B-Side
- 2014 Met by the Moonlight
- 2015 Collections Vol.1: Ace of Hearts
- 2015 Met by the Moonlight: Special Edition
- 2017 Anarchangel Vol.1
- 2023 Anarchangel Vol.2

## Singoli
- 2015 Yule
- 2018 Fade
- 2019 The Swan
- 2019 Blossom
- 2020 Cartagena